# Đào Cử
Đào Cử (1449-?) là danh thần nhà Lê sơ trong lịch sử Việt Nam.

## Sự nghiệp
Đào Cử người làng Thuần Khang, huyện Siêu Loại nay là thôn Yên Mỹ xã Dương Quang, huyện Gia Lâm, thành phố Hà Nội.
Đào Cử có tài văn chương. Năm 1466 đời Lê Thánh Tông, ông đỗ đồng tiến sĩ rồi đổi tên là Thuấn Cử. Năm sau (1467), ông đi thi đỗ khoa Hoành cừ, được gọi vào làm Độc thư ở Bí giám. Sau đó ông được thăng làm Thị chế Viện Hàn lâm, rồi Tri chế cáo.
Mùa hạ năm 1476, ông lên làm Thị thư viện Hàn lâm, Hiệu thư Đông các.
Đào Cử theo Lê Thánh Tông đi đánh Chiêm Thành và Lão Qua. Nhờ chăm chỉ theo giúp việc, ông được thăng làm Thị độc Viện Hàn lâm, vẫn kiêm việc ở Đông các. Ông cùng Thân Nhân Trung theo lệnh vua Thánh Tông soạn bộ sách Nam dư hạ tập và Thân chinh kỷ sự.
Năm 1488, triều đình thực hiện xét công 3 năm 1 lần, ông được thăng lên làm học sĩ Đông các.
Đào Cử có tài văn chương, thường họa thơ cùng vua, được Lê Thánh Tông quý trọng. Cuối đời, Đào Cử được thăng lên làm Thượng thư bộ Hộ, coi việc Sùng văn cục Tú lâm. Anh ông là Đào Chính Kỷ cũng đỗ hoàng giáp, cùng làm quan trong triều.
Đào Cử mất thời Lê Hiến Tông (1498-1504), không rõ năm nào, thọ khoảng trên 50 tuổi.
Tên được đặt tên đường bổ sung ở huyện Cần Giờ